# Martina Johnson
Pour les articles homonymes, voir Johnson.
 (février 2022).
Martina Johnson (1970) est une ancienne commandante du Front National Patriotique du Liberia (NPFL), proche de l'ancien président Charles Taylor. 
Elle est accusée de crimes de guerre et de crimes contre l'humanité lors de la première guerre civile libérienne. Martina Johnson a été arrêté en septembre 2014 en Belgique, pays où elle réside depuis 2003. 
Mise en liberté conditionnelle peu après son arrestation, Martina Johnson n'a pas encore été jugée par la justice belge.

## Procédure
En 2012 un avocat belge a déposé plainte devant la justice belge au nom de trois victimes libériennes. Martina Johnson est suspectée d'avoir pris part à l'Opération Octopus - du nom de l'assaut donnée sur Monrovia au cours du mois d'octobre 1992.